# Whipple Van Buren Phillips
Whipple Van Buren Phillips, né le 22 novembre 1833 à Providence (Rhode Island) et mort le 28 mars 1904 dans la même ville, est un homme d'affaires américain qui possédait des intérêts miniers dans l'Idaho. Il était le grand-père maternel de l'auteur H. P. Lovecraft, qu'il a élevé avec ses filles, et fut celui qui l'encouragea à s'intéresser à la littérature, notamment la littérature classique et la poésie anglaise.

## Biographie
Il devint, à l'âge de 14 ans, orphelin lorsque son père, Jeremiah, fut tué dans un accident de travail. Il tenait un magasin à Moosup Valley. Il inventa une machine frange-coupe et réussit à en tirer des bénéfices.
Phillips épousa Robie Alzada Place le 27 janvier 1856. Il entreprit l'exploitation réussie d'une scierie, dans le village de Greene, nommé ainsi d'après un héros de la Révolution américaine, Nathanael Greene. En 1874, il vendit son commerce et alla s'installer à Providence. Il a occupé plusieurs fonctions publiques et des postes dans différentes organisations à Providence, y compris les francs-maçons.
Avec son épouse, ils eurent cinq enfants :
- Lillian Delora Phillips (1856-1932)
- Sarah Susan Phillips (1857-1921)
- Emeline Estella Phillips (1859-1865)
- Edwin Everett Phillips (1864-1918)
- Annie Emeline Phillips (1866-1941)

Whipple dirigea avec succès l'Owyhee Land and Irrigation Company. En 1900, cependant, un barrage construit par son entreprise sur la Snake River dans l'Idaho échoua, comme le fera le barrage de remplacement. Il fut contraint de vendre des biens personnels pour éviter la ruine complète.
Un dimanche soir, le 27 mars 1904, alors qu'il visitait la maison d'un ami, Echevin Gray, il fut saisi par un « choc paralytique », probablement un accident vasculaire cérébral. Il mourut le lendemain à son domicile au 454, rue Angell.